# Alebra bicincta
Alebra bicincta är en insektsart som beskrevs av Delong 1918. Alebra bicincta ingår i släktet Alebra och familjen dvärgstritar. Inga underarter finns listade i Catalogue of Life.